# Джеру Билимория
Джеру Билимория (родена в Бомбай на 20 юли 1965 г.) e индийска предприемачка в социалните сфери и основателка на няколко международни неправителствени организации.
Иновативният начин, по който Билимория управлява неправителствените организации ги превръща в сред най-успешните. Билимория печели няколко научни стипендии, между които Ashoka: Innovators for the Public, the Skoll Foundation и the Schwab Foundation for Social Entrepreneurship. Билимория има статии в Business week , The economist, а трудовете и са публикувани в няколко книги . Последните и инициативи са Aflatoun (Child Savings International), Childline India Foundation] and Child Helpline International. Основател и ръководител на Child and Youth Finance International.

## Биография
Джеру Билимория е родена в Мумбай, Индия, в семейство на счетоводителка и социален работник. Фактът, че е отгледана в семейство, силно обвързано със социалните дейности, както и ранната смърт на баща ѝ, повлияват силно на Билимория и я карат да се отдаде на социалните дейности. Тя завършва бакалаварската си степен по Търговия в Университета в Мумбай през 1986, а през 1988 г. става Магистър по социални дейности в Tata Institute of Social Sciences. През 1992 г. завършва втората си магистърска степен по Non-Profit Management в New School for Social Research University in New York. От 1991 до 1999 г. е професор в Tata Institute of Social Sciences.

## Социално предприемачество
През 1996 г. Билимория създава Фондацията Childline India, 24-часова телефонна линия за деца. Организацията е базирана на опита, колко тя има с децата от улицата. За да разшири успеха на организацията, Билимория създава Child Helpline International, международна мрежа за спешни телефонни разговори за деца. До днешна дата тази мрежа е приела над 140 милиона обаждания в над 133 страни . Информацията, събрана от спешните обаждания, които Child Helpline International получава се предоставя на правителствени и неправителствени организации.
От информацията, събрана в следтвие на телефонните обаждания става ясно, че голяма част от бедствените обаждания се дължат на бедността. С цел да подпомогне тези деца, Билимория създава Aflatoun, неправителствена организация, фокусирана да образова децата за техните финансови права и отговорности, а също и промотираща основни финансови знания и умения. Днес тази организация е достигнала до 1.3 милиона деца в 94 страни.
През юли 2011 г. Билимория създава Child and Youth Finance International, глобална мрежа от общности, финансови и образователни институции, чиято цел е да повишат финансовите знания и възможности на деца и младежи чрез сътрудничество и обмен на ресурси.

## Признания и награди
Билимория е международно признат говорител и поддръжник на икономическото оправомощаване на деца. Нейната социална и хуманитарна дейност е подпомогнала хиляди деца по Света. Тя е била говорител по време на Световния Икономически Форум, Световният форум за Социални предприемачи Skoll, а също така е давала лекции в няколко международни корпорации и университета.
```
Наградите и включват:
```

- CYFI (Child and Youth Finance International) е включена в топ 100 на Не-Правителствените организации на Global Journal, и подчертава
- Билимория като „Най-обещаващото НГО (2013)“ [12]
- Aflatoun е поставена в топ 100 на Global Journal за неправителствени организации (2012, 2013)[13]
- Стипендия Schwab за Социално предприемачество [14].
- Изключителен социален предприемач за 2012.[15]
- Награда Skoll за социално предприемачество.[16]
- Билимория е включена в Phoenix 50 за работата си в Aflatoun [17]
- Награда от съюза на Арабските банки за Работата и в CYFI [18]

## Организации, създадени от Джеру Билимория
Telephone Helplines Association

- Credibility Alliance Архив на оригинала от 2013-01-18 в Wayback Machine.
- Meljol Архив на оригинала от 2013-01-15 в Wayback Machine.

## Публикувани трудове
- Children & Change and Partners for Change (2009)
- Twinkle Star (Std. I to Std. IV) value education textbooks.
- Explorer Series (Std. V to Std. IV) value education textbooks.
- CHILDLINE Across India series
- Listening to children: An overview to CHILDLINE
- Laying the Foundation: Getting Started and Taking Off
- CHILDLINE at my finger tips: A resource book
- Spreading the word: CHILDLINE awareness strategies
- Recording children's concerns: Documenting CHILDLINE
- The National Initiative for Child Protection
- Voices from the streets: Life stories of children who have called CHILDLINE